# Koninklijke Militaire Academie
De Koninklijke Militaire Academie te Breda is een van de twee Nederlandse militaire academie’s waar officieren voor de krijgsmacht worden opgeleid. Sinds 1828 worden in Breda officieren van de Koninklijke Landmacht opgeleid. Vanaf 1936 ging ook de Koninklijke Luchtmacht zijn officieren hier opleiden. Uiteindelijk bracht de Koninklijke Marechaussee in 2002 zijn officiersopleidingen ook onder op de KMA. 

## Organisatie

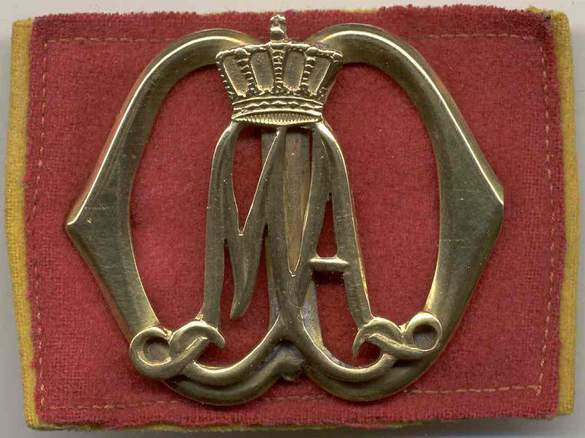
Baretembleem van de KMA 1e Model 1947

Sinds 2 september 2005 is de Academie onderdeel van de Nederlandse Defensie Academie (NLDA), wat weer een onderdeel is van het Defensie Ondersteuningscommando (DOSCO). Daarmee opende het Kasteel van Breda ook de poorten voor adelborsten en ander defensiepersoneel. Alle officieren van de Nederlandse krijgsmacht worden nu binnen één academie opgeleid: de Nederlandse Defensie Academie (NLDA). Hoewel de topopleidingen van Defensie bestuurlijk zijn gefuseerd, hebben de verschillende onderdelen hun naam behouden. Daarnaast verrichten de verschillende instituten gezamenlijk wetenschappelijk onderzoek. In Nederland is de Koninklijke Militaire School (KMS) de benaming van het instituut voor de opleiding van de onderofficieren van de Koninklijke Landmacht in Ermelo.

### Onderdelen
Tot de NLDA behoren:
- KIM, het Koninklijk Instituut voor de Marine in Den Helder
- KMA, de Koninklijke Militaire Academie in Breda
- IDL, het Instituut Defensie Leergangen in Breda
- FMW, de Faculteiten Militaire Wetenschappen in Breda en Den Helder
- ECLD, ExpertiseCentrum Leiderschap Defensie in Breda
- NIMH, Nederlands Instituut voor Militaire Historie in Den Haag
- TCD, TalenCentrum Defensie in Breda

Binnen de Academie, onderdeel van de Nederlandse Defensie Academie, kunnen verschillende opleidingen worden gevolgd, waaronder de Militair Wetenschappelijk Opleiding (MWO). Om aan deze opleiding te kunnen beginnen is een vwo-diploma of een HBO-propedeuse vereist. De opleidingen bestaan uit de combinatie van militair onderwijs en wetenschappelijk onderwijs. Het bachelor onderwijs wordt gegeven aan de Faculteit Militaire Wetenschappen (FMW). Afhankelijk van het gekozen dienstvak kan een "cadet" (leerling) een richting kiezen. De FMW biedt de volgende richtingen aan:
- Krijgswetenschappen
- Militaire Bedrijfswetenschappen
- Militaire Systemen en Technologie (MS&T)

Na jarenlange discussies met de Nederlands-Vlaamse Accreditatieorganisatie en het ministerie van Onderwijs werd in januari 2012 bekend dat de NLDA is erkend als universitaire instelling voor academische opleidingen op militair gebied.

## Geschiedenis

### Inleiding

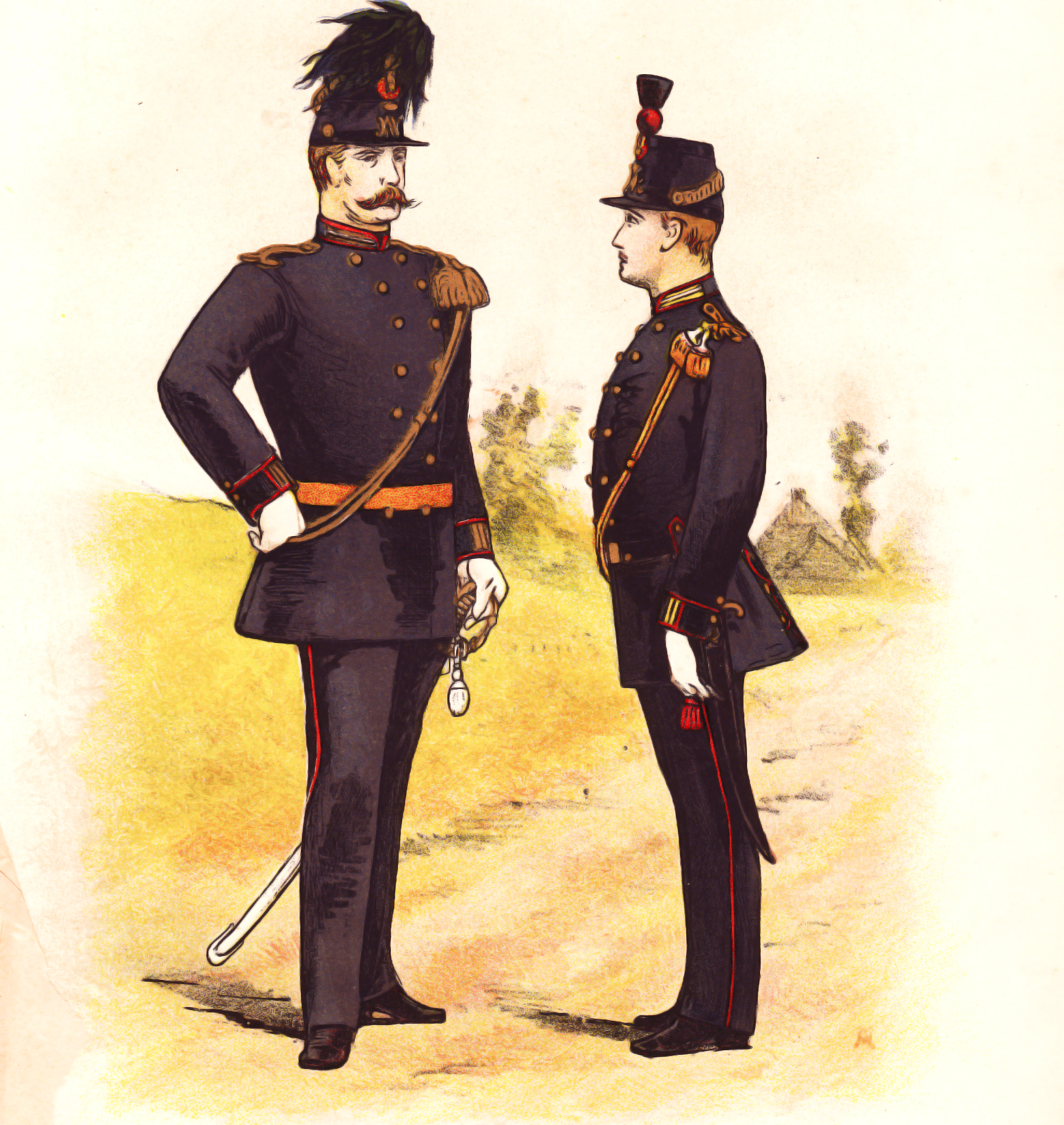
Militaire Academie

In de 17e en 18e eeuw werd het wetenschappelijke onderwijs voor de officieren - in het bijzonder voor de genieofficier - gegeven aan verschillende hogescholen, waar dan ook afzonderlijke hoogleraren voor militaire vakken waren aangesteld. Zo was de vermaarde Ludolf van Keulen tot 1610 hoogleraar in de wiskunde en de vestingbouw te Franeker, waar hij Jan Willem Friso en Coehoorn tot zijn volgelingen mocht rekenen.
De eerste pogingen om afzondelijke militaire scholen in het leven te roepen gingen uit van luitenant-generaal S. van Glabbeek, die van 1735-1752 aan het hoofd stond van de artillerie en die het denkbeeld opperde om krijgskundige artilleriescholen op te richten, wat in 1789 verwezenlijkt werd door de toenmalige chef van dat wapen, Paravicini di Capelli, onder wiens bewind zulke scholen werden opgericht te Zutphen, Breda en Den Haag, vervolgens in 1795 te Groningen. Aan de artillerieschool te Zutphen. werd in 1800 een genieschool toegevoegd. In 1805 werden de scholen te Breda, Den Haag en Groningen weer ontbonden en de Zutphense school naar Amersfoort verplaatst, onder de naam Lands Theoretische en Practische Militaire School, een naam die later gewijzigd werd in Koninklijke Artillerie- en Genieschool.
Kort nadat Koning Lodewijk Napoleon de regering over het Koninkrijk Holland had aanvaard, werd bij diens besluit van 17 september 1806 te Honselersdijk ('Hontsholredick') een Koninklijke Militaire Cadettenschool voor de wapens der infanterie en cavalerie opgericht. Het bevel over de school werd opgedragen aan kolonel O.Z. van Sandick, terwijl in 1808 tot gouverneur der militaire scholen maarschalk van Zuylen van Nijevelt werd benoemd. De school te Honselersdijk had maar een kortstondig leven, omdat zij in 1809 werd verenigd met de Amersfoortse en, onder de naam van Koninklijke Militaire School, te Den Haag werd gevestigd.

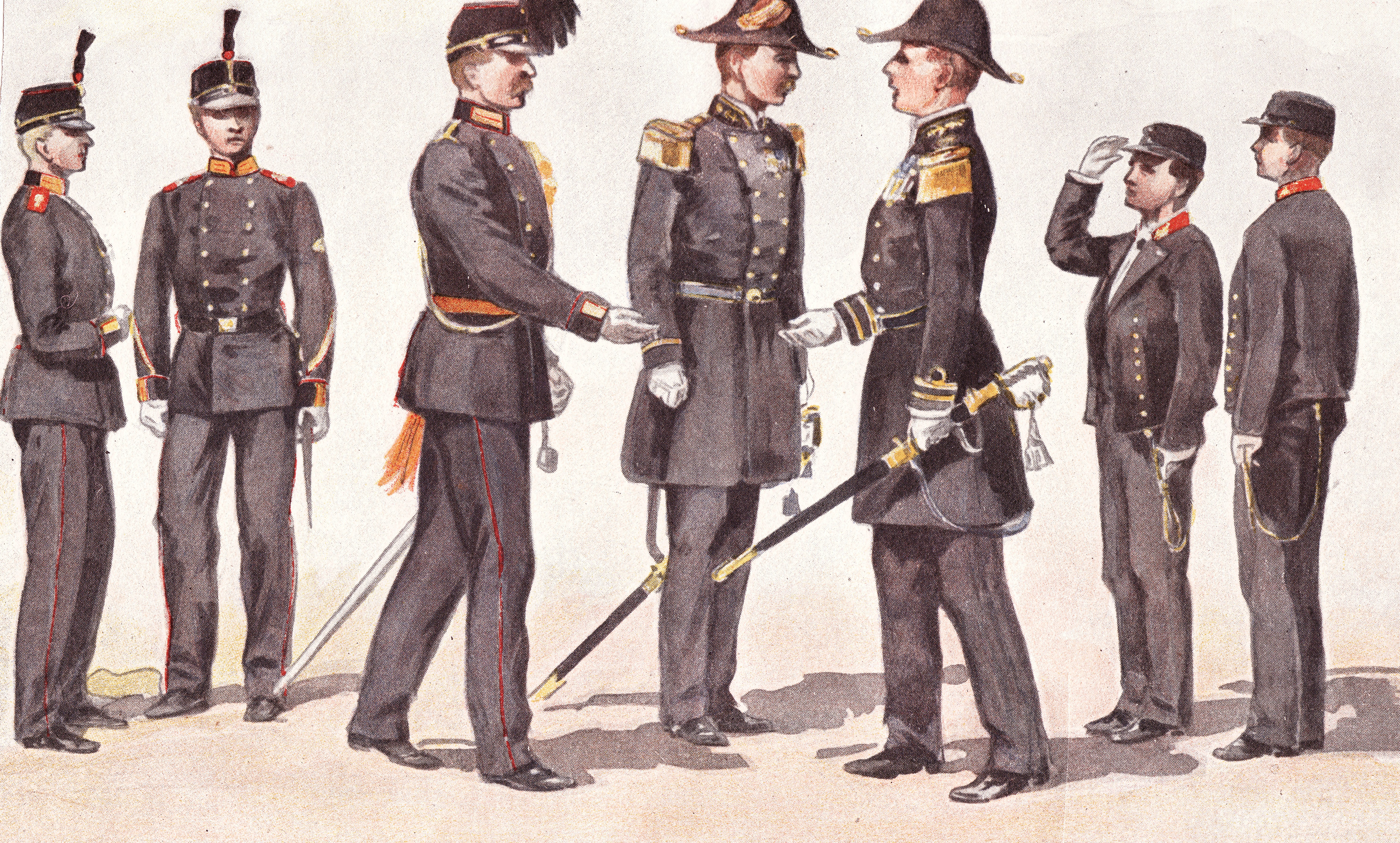
Adelborsten, cadetten en instructeurs omstreeks 1808-1809

Tijdens de inlijving bij Frankrijk in 1810 werd de militaire school te Den Haag ontbonden; de cadetten werden deels bij het Franse leger ingedeeld en deels bij de militaire scholen in Frankrijk overgeplaatst. Nadat Nederland zijn onafhankelijkheid had teruggekregen, werd bij Besluit van de soevereine vorst van 24 februari 1814 nr. 162 te Delft een militaire school gevestigd, die de naam kreeg van Artillerie- en Genieschool. Deze inrichting was bestemd tot opleiding van hoogstens zestig cadetten voor de officiersrang bij het wapen der artillerie, dat der genie, het bataljon pontonniers, mineurs en sappeurs en tot vorming van aspirant-ingenieurs van de waterstaat. Voor het wapen der infanterie en der cavalerie konden nog veertig cadetten worden toegelaten, maar deze studeerden op eigen kosten, ontvingen geen toelage en droegen de uniform van het wapen, waartoe zij behoorden, zonder enig distinctief. De cadetten die tot de inrichting werden toegelaten mochten niet jonger dan veertien en niet ouder dan twintig jaar zijn, en werden na een vierjarige studie en gebleken voldoende bekwaamheid, tot tweede luitenant effectief bij een van de corpsen van het leger benoemd. Aan het hoofd van deze artillerie- en genieschool werd de in activiteit herstelde generaal Voet met de titel van commandant, tevens directeur van de studies geplaatst. Aan hem werden toegevoegd een kapitein der artillerie, drie officieren der artillerie of genie, een ingenieur van de waterstaat, een hoogleraar in de wiskunde, een bibliothecaris, twee leraren in het tekenen en een leraar in de Nederlandse taal, schrijf- en rekenkunde. De school bloeide spoedig, zodat weldra tot uitbreiding van het personeel en tot het beschikbaar stellen van meer plaatsen moest worden overgegaan. In 1816 werden twintig tot dertig plaatsen voor leerlingen voor de Marine opengesteld, waarvan veertien voor rekening van het Rijk konden worden aangenomen. Een toelatingsexamen werd voor het eerst in 1819 afgenomen. Behalve langs deze weg was het ook mogelijk in het leger zelf de officiersrang te behalen, omdat bij iedere compagnie van het staande leger hoogstens vijf cadetten konden worden ingedeeld, behalve bij die van het wapen der artillerie, waar dit getal op drie was gesteld.
Na 1826 moesten de officieren, die in eerdere tijd de epaulet hadden verworven, om tot kapitein te kunnen worden bevorderd, zekere bewijzen van wetenschappelijke kunde afleggen. Ook zij vonden bij de corpsen gelegenheid tot leiding bij hun studie. Al kan getuigd worden dat de artillerie -en genieschool aan haar doel en aan de verwachtingen, die men van haar koesterde, heeft beantwoord, al snel zag men in dat het doel niet hoog genoeg gesteld was, dat men voor militair onderwijs een andere weg moest inslaan. Vooral de infanterie en de cavalerie, die nog altijd als niet-wetenschappelijke wapens werden betiteld, stonden in de ontwikkeling van hun officierscorps ver bij de andere wapens achter. Tal van commissies zijn bezig geweest met de opdracht een oplossing van het vraagstuk volmaking van het militair onderwijs te vinden en die commissies kwamen tot de slotsom dat een eerste vereiste was: eenvormigheid, dus vereniging van alle cadetten, die over de verschillende corpsen waren verdeeld, in één richting en een tweede: uitbreiding van het onderwijs, voornamelijk voor de cadetten der infanterie en cavalerie. De overwegingen van die commissies hebben geleid tot de oprichting van de Koninklijke Militaire Academie.

### Oprichting

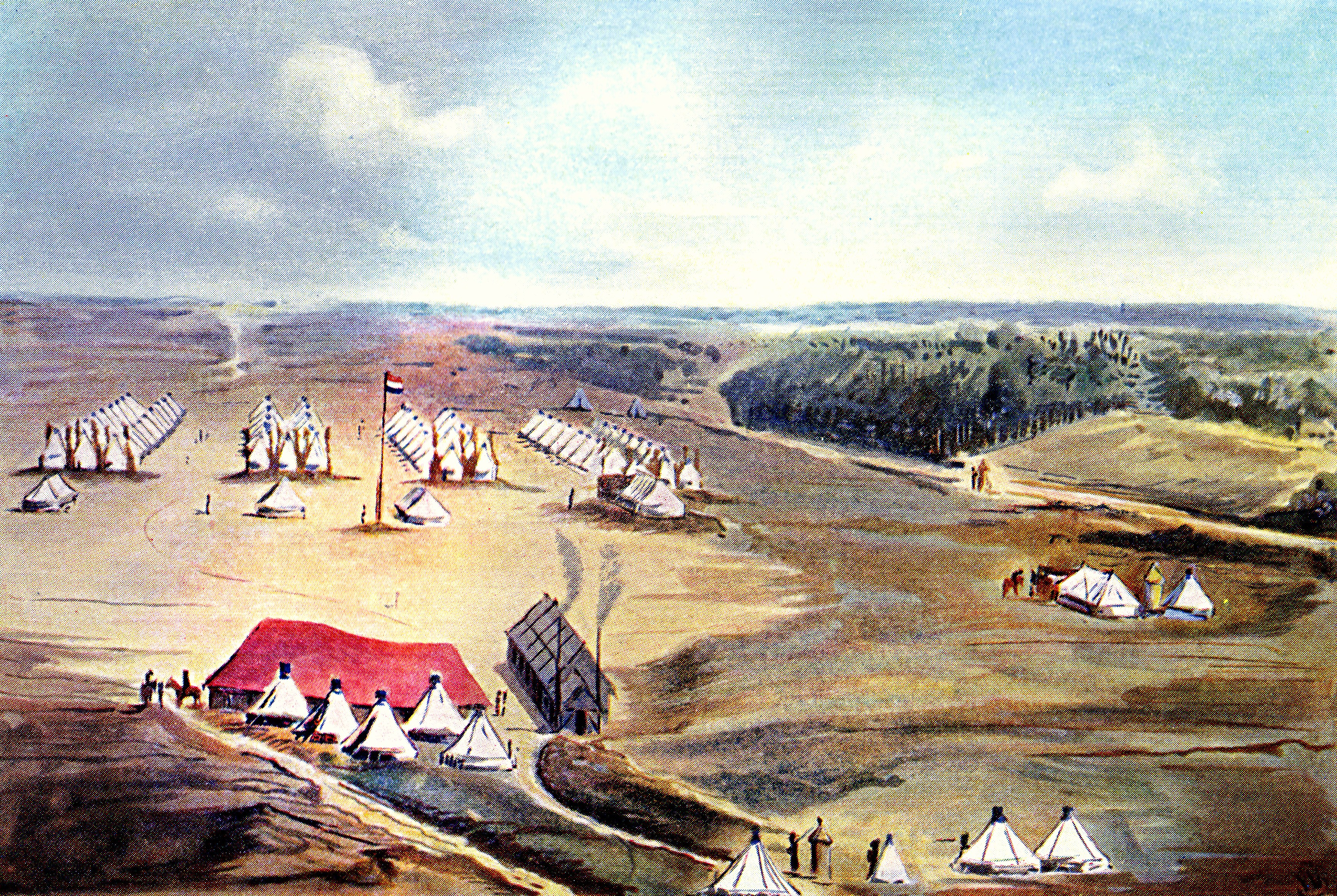
Tentenkamp van leerlingen van de Academie

Bij besluit van 29 mei 1826, nummer 27 werd door Koning Willem I de opheffing van de Artillerie- en Genieschool te Delft en de oprichting van de Koninklijke Militaire Academie te Breda gelast, de eerste militaire inrichting in Europa, waar de krijgskunst in haar gehele omvang en op wetenschappelijke grondslagen door de toekomstige officieren van alle wapens werd beoefend. Dat Breda werd uitverkoren als de bakermat van toekomstige officieren, had deze stad te danken aan haar ligging, ongeveer in het centrum van het toenmalige Koninkrijk en aan haar roemrijk Kasteel, dat niet alleen een geschikte woonplaats aanbood uit praktisch oogpunt, maar dat tevens, door de talrijke herinneringen daaraan verbonden, de liefde en eerbied voor de Oranjes, die zo lang de hoge bewoners waren geweest, levendig zou houden. Hoewel de cadetten en pages van de Koning reeds op 20 november 1828 op de Academie aankwamen, diende toch de 24ste november van dat jaar aangemerkt te worden als de geboortedag, omdat toen de Koninklijke Militaire Academie werd ingewijd door Zijne Koninklijke Hoogheid Frederik der Nederlanden, later de vader van die inrichting genoemd. In zijn openingstoespraak meldde hij: Voor het front van de vijand, als de dood om de hoofden giert, zijn allen gelijk; maar gelukkig hij, die dan de onderscheiding vindt in de ogen van Hem, wiens wil de kogels richt en het zwaard bestuurt; gelukkig - al treft hem de kogel, al velt hem het zwaard. O, doet uw best - en laat de uitoefening van uw Godsdienst daaraan dienstbaar zijn - doet uw best, deze belangrijke waarheid, de gewichtigste van alle waarheden, diep in uw gemoed te prenten. Met deze overtuiging alleen is de opvoeding van uw stand bestaanbaar met de belangen der mensheid en met de grondbeginselen van het Christendom. In deze overtuiging zult u uw bestemming uit een verhevener oogpunt beschouwen, uw ijver in dienst van het vaderland verhoogd zien, en uw moed in het uur des strijds heerlijk voelen toenemen.

### Belgische Opstand
Nauwelijks was in oktober 1830 het verlof der cadetten begonnen of door de Koning werden, als gevolg van de Belgische Opstand, bij Besluit van 8 oktober 1830 nr. 17, de lessen aan de Academie geschorst. De gouverneur, die op non-activiteit werd gesteld, werd in het bestuur van de Academie vervangen door commandant majoor M.H. Steenberghe, die dit bestuur behield tot der hervatting van de lessen in 1836. De militaire en civiele beambten werden, naargelang zij ter beschikking kwamen, door het Departement van Oorlog, in de een of andere werkkring geplaatst, met behoud van hun traktementen en toelagen; de cadetten werden, voor zover zij geen Zuid-Nederlanders waren, zich vrijwillig aanboden en geschikt werden bevonden voor actieve militaire dienst, bij verschillende militaire corpsen van het leger gedetacheerd. De gebouwen behorende tot de Militaire Academie werden bestemd tot huisvesting van de officieren en van de verdere bezetting van Breda. De bibliotheek, de instrumenten en de kaarten werden naar Den Haag vervoerd en aldaar in het topografisch bureau opgeborgen. De schorsing der lessen duurde door de loop der omstandigheden langer dan oorspronkelijk gedacht was en het nadeel, dat daardoor aan de dienst van het leger werd berokkend, bleek spoedig van ernstige aard. Het meeste werd dit gevoeld bij het wapen der genie en het vak van de waterstaat; dientengevolge werd bij Koninklijk Besluit van 14 februari 1832 nr. 6 bepaald, dat de cadetten der genie zich per 1 maart 1832 naar Medemblik zouden begeven, om bij het Instituut der Koninklijke Nederlandse Marine hun studie voort te zetten, onder leiding van leraren der Academie, die daartoe naar Medemblik werden gezonden. Op 1 mei volgde een cadet van de waterstaat, terwijl allen de studie daar zo ijverig voortzetten dat zij tegen het einde van het jaar allen overgingen naar het volgend jaar. Ook de toelatingsexamens tot de Koninklijke Militaire Academie voor het wapen der genie en het vak van de waterstaat werden in de jaren 1832 tot en met 1836 te Medemblik afgenomen, terwijl op 19 november 1833 prins Willem van Saksen Weimar, eerste luitenant der infanterie te Medemblik aankwam voor het volgen van lessen voor de genie, om later in zijn rang en anciënniteit bij dit wapen te kunnen overgaan.

### 1836-1860

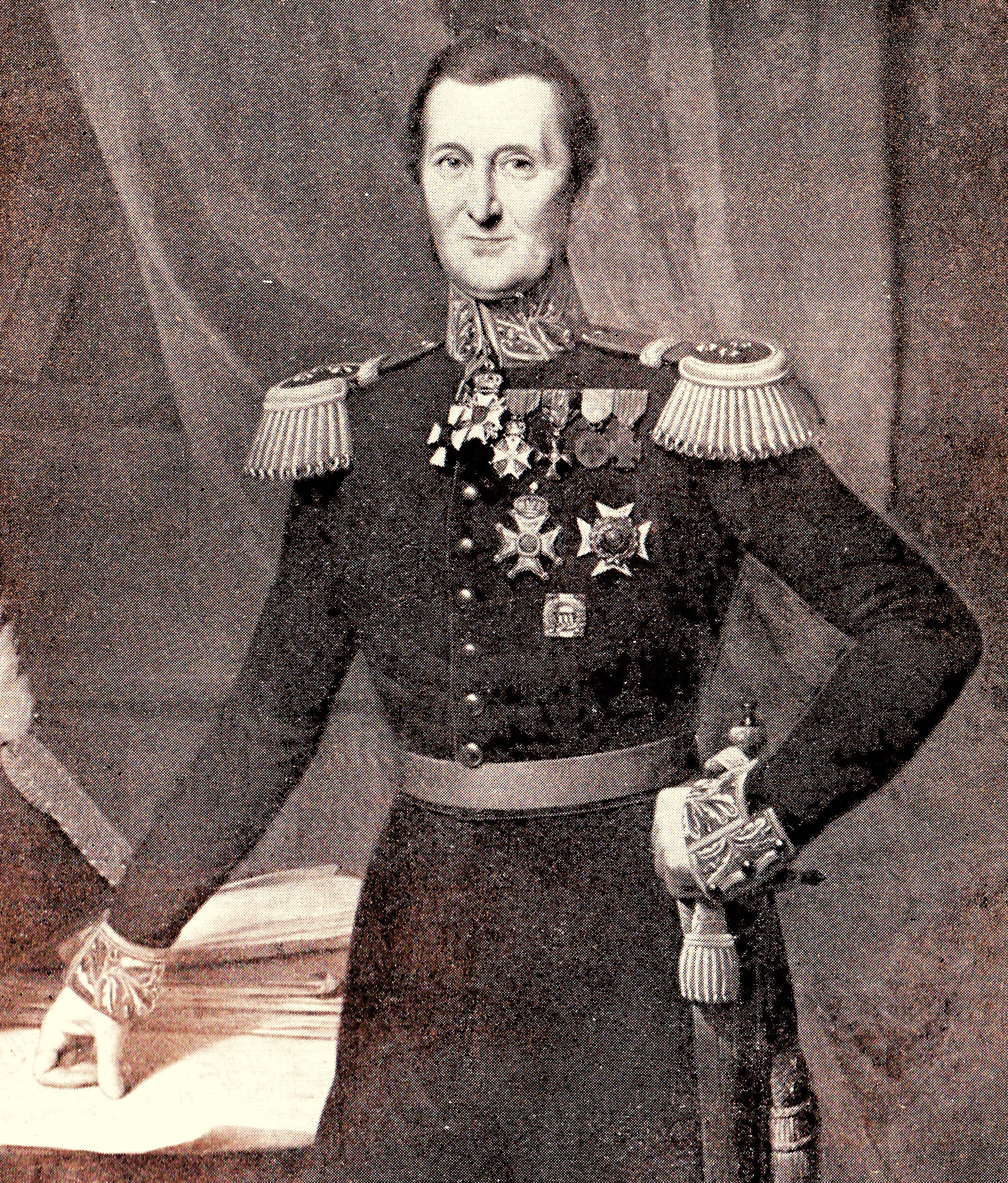
Hendrik Gerard Seelig

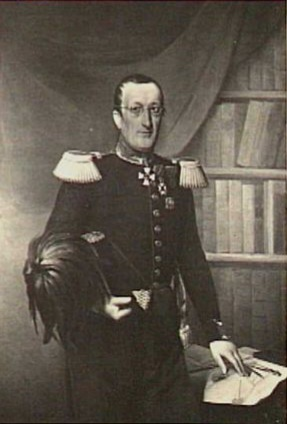
Isaac Paul Delprat

In de loop van 1836 begon de regering er ernstig over te denken de schorsing van de lessen aan de Koninklijke Militaire Academie op te heffen, maar omdat het Academie-gebouw nog altijd tot huisvesting van de troepen diende, werd tevens overwogen of de Academie niet naar elders verplaatst kon worden. Na rijp beraad bleef echter het Kasteel te Breda voor opleidingsschool der Nederlandse officieren aangewezen en gelastte de Koning bij Besluit van 10 juni 1836 de ontruiming van het gebouw door de troepen en de hervatting van de Academie-lessen tegen de 1ste november. De cadetten uit Medemblik kwamen 1 en 2 november, de nieuw benoemde cadetten 4 en 5 november 1836 aan. Van de 132 cadetten, die bij de schorsing waren ingedeeld bij de verschillende corpsen van het mobiele leger, werden de meesten successievelijk tot de officiersrang bevorderd. Sommigen hadden gelegenheid zich loffelijk te onderscheiden; tot ridders in de Militaire Willems-Orde werden benoemd: A.F.C. List, cadet-wachtmeester van het corps Rijdende Artillerie, cadetten sergeant en korporaal M.W.G. de Man en L. Zegers Veeckens, beiden van de veldbatterij nr. 6 en de cadet-sergeant J.D.U. Ledel van de 8ste afdeling infanterie. Cadet-kanonnier eerste klasse A.G. Brade van het derde bataljon veldartillerie werd eervol vermeld en 54 cadetten werden versierd met het Metalen Kruis. De titels van gouverneur en commandant werden nu vervangen door die van eerste en tweede commandant, en tot deze waardigheden werden luitenant-kolonel van de artillerie Seelig en kapitein der genie Delprat benoemd. Het reglement der Academie werd bij Koninklijk Besluit van 15 juli 1841 nr. 31 vernieuwd, waarmee het aantal regels werd uitgebreid. Aan de Academie werd verder een rij- en smidsschool verbonden. De rijschool diende tot het opleiden van instructeurs in de rijkunst bij de corpsen cavalerie en bereden artillerie en de smidsschool had het praktisch en theoretisch vormen van goede hoefsmeden voor de bereden corpsen ten doel. In 1843 vonden, onder invloed van het Departement van Oorlog, bezuinigingen plaats; onder meer de ambten van hoogleraar in de wis- en natuurkunde, hoogleraar in de oosterse talen, lector of leraar in de natuurkunde werden opgeheven; de lessen der genoemde hoogleraren werden voor zover nodig opgedragen aan officieren bij de inrichting geplaatst. De muziek werd afgeschaft, waardoor de kapelmeester en de muzikanten uit de formatie verdwenen. Gedurende het jaar 1844-1845 werd een applicatieschool aan de Academie verbonden; deze had ten doel jaarlijks enige officieren in de gelegenheid te stellen hun studies voort te zetten en toe te passen. Zij ontvingen onderwijs in de talen, het topografisch tekenen, het praktisch opmeten en in kaart brengen van het terrein, de scheikunde, de geodesie, de tactiek en de strategie.

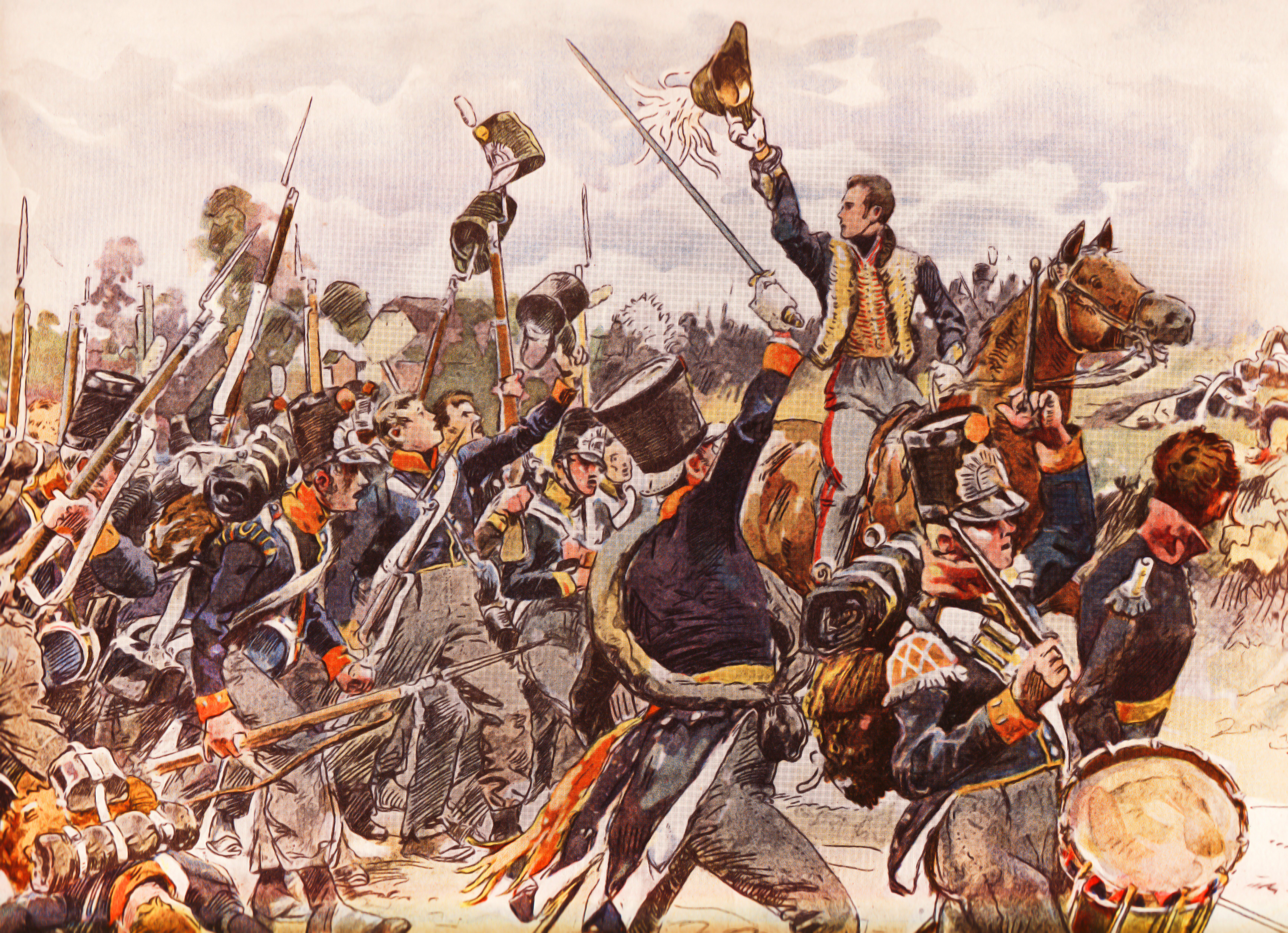
De prins van Oranje aan het hoofd van het vijfde bataljon Nationale Militie bij Quatre Bras op 16 juni 1815

De banden die bestonden tussen Z.K.H. Prins Frederik der Nederlanden en de door hem gewijde Academie werden in 1849 versterkt, toen de Koning bij de eerste algemene order voor het leger bij Koninklijk Besluit van 8 april 1849 nr. 10 het oppertoezicht over het leger en over de Academie opdroeg aan Zijne Koninklijke Hoogheid. In 1850 werd de Academie uitgebreid, toen, bij de opheffing van het Instituut te Medemblik, de opleiding voor officieren van de Marine en het corps mariniers en voor ingenieurs voor de Scheepsbouwkunde naar de Academie werd overgebracht. Als gevolg van de vereniging werd een vierde compagnie opgericht onder de bevelen van luitenant ter zee eerste klasse Pels Rijcken. Deze vereniging was niet van lange duur, want bij Koninklijk Besluit van 26 juli 1854 werd bepaald dat de opleiding tot adelborst eerste klasse, behalve aan de Academie, ook aan boord van de oorlogsschepen plaats kon hebben, wat in het vervolg dan ook uitsluitend gebeurde.

### Ongeregeldheden tussen 1860-1870
De systemen van militaire opvoeding en opleiding, die steeds het minst sterke deel van het tweemanschap Seelig-Delprat (respectievelijk gouverneur en eerste officier van de Academie) hadden gevormd stonden intussen stil. En dit betekende achteruitgang, vooral in de jaren na 1848, toen het in Europa opkomend liberalisme met zijn vrijere opvattingen van staatsbestuur ook weerklank vonden in Nederland. De polsslag van de tijd werd echter aan de Academie niet verstaan; de cadetten werden in de jaren 1860-1870 nog even streng behandeld als men bij de oprichting in 1828 voor hen nodig had geoordeeld. Zelfs was de wijze waarop de tucht werd gehandhaafd, ontaard door een zeer scherpe, nooit sluimerende controle. Nadat in 1854 en in 1856 zeer ernstige ongeregeldheden hadden plaatsgevonden, maakten een mishandeling van een cadet eerste jaar (destijds chronische klachten over onterende ontgroeningen), zeer interdisciplinaire handelingen van het oudste jaar tijdens de kermis en de zelfmoord van een cadet tweede jaar als gevolg van afkeer tegen het bestaande stelsel, dat de Academie einde 1866 ineens in het centrum van de politieke en militaire belangstelling kwam te staan. Toen men in 1863, van liberale zijde, bij de behandeling van de eerste wet op het Middelbaar Onderwijs daarin ook het militaire onderwijs wilde betrekken, tekende, behalve de Minister van Oorlog, vooral ook het lid van de Tweede Kamer Van Mulken, voormalig kapitein van politie en leraar aan de Militaire Academie, daartegen protest aan.

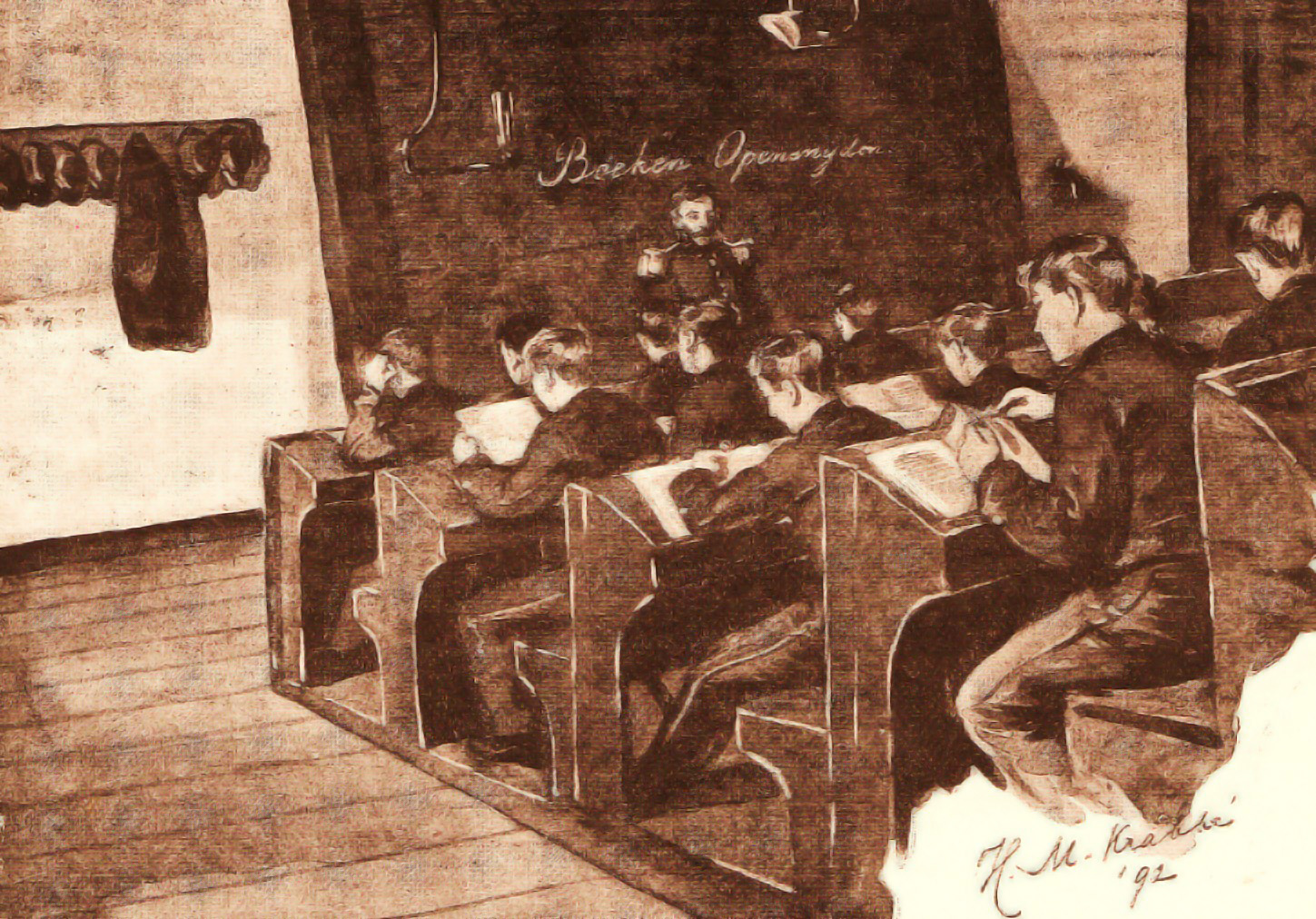
Cadetten krijgen les op de Academie

Het onderwijs aldaar heette voortreffelijk. In 1866, aan de vooravond van de schokkende feiten, waardoor de reeds sinds lang bestaand hebbende vicieuze toestand aan het licht kwam, roemde de Commissie van Inspectie, bestaande uit de meest achtenswaardige opper- en hoofdofficieren van het leger, geheel te goeder trouw het gedrag van de cadetten. De Minister van Oorlog, nu opgeschrikt, benoemde nog in 1866 een commissie van onderzoek, alsmede, om te adviseren inzake de wijzigingen, te brengen in de grondslagen der opleiding van de cadetten - een staatscommissie. De gouverneur en de eerste officier vertrokken en tot nieuwe gouverneur werd kolonel Schönstedt benoemd, die bekendstond als een krachtige militaire figuur.
Deze gouverneur begon met veel te veranderen, de cadetten grotere vrijheid te schenken en zeer weinig te straffen. Maar al snel liep dat mis; teleurstelling volgde en Schönstedt zag in dat hij zich vergist had. Trapsgewijs moesten allerlei maatregelen worden ingetrokken; hierbij vervreemdde de gouverneur zowel zijn personeel als de cadetten van zijn persoon. Binnen een jaar werd de toestand onhoudbaar. In verband met deze problemen verscheen in 1867 een merkwaardige brochure van 15 bladzijden: De Militaire Academie in 1867. Een stem uit het cadettencorps. Zij was van de hand van de cadet der genie derde jaar Cool. Scherp werd daarin het verleden gehekeld: de cadetten waren zolang gewend aan een flauw, krachteloos bestuur, dat geen voorrechten uit vrees van misbruik durfde verlenen, dat steeds weifelend in al zijn doen en laten was... Toen Schönstedt aan het bestuur kwam, vond hij, volgens zijn gezegde, de Academie een gevangenis. Aan de hand van zijn optreden in het begin en later werd echter ook scherpe kritiek geoefend op het beleid van de gouverneur, die op den duur alles aan zijn wil trachtte te onderwerpen, door te ver doorgedreven eerzucht en onstandvastigheid soms verkeerd handelde en ten slotte met wrevel vervuld de ene verkeerde handeling op de andere stapelde, zodat uiteindelijk de toestand op de Academie hetzelfde werd als het jaar daarvoor. Dat de gouverneur zeer verstoord was over het verschijnen van de brochure was duidelijk. Lid van de cadettenalmanak-redactie Nieuwenhuijzen bracht Cool later hulde voor de moed dit alles in een verslag te publiceren.

### Tijdelijke opheffing in 1870
Nauwelijks waren alle cadetten in 1870 met verlof vertrokken of de Frans-Duitse Oorlog brak uit. Tot handhaving van de Nederlandse neutraliteit werden alle lichtingen opgeroepen en gewapend, kampen betrokken, vestingen versterkt, kortom alles in gereedheid gebracht om zo nodig het vaderland tegen vreemd geweld te beschermen. De meeste officieren der Academie werden in verschillende betrekkingen bij het leger ingedeeld; ook de cadetten werden enige dagen later, na van verlof te zijn teruggeroepen en na voorzien te zijn van wapens en leergoed, op de staven der corpsen, waar zij in dienst wensten te treden, gedirigeerd. De cadetten van het hoogste studiejaar kregen de effectieve rang van sergeant, die van andere studiejaren die van korporaal. De loop der gebeurtenissen was echter van dien aard, dat Nederland spoedig niet meer bevreesd hoefde te zijn zijn neutraliteit met de wapens te zullen moeten handhaven en reeds bij Ministeriële Beschikking van de 26ste augustus 1870 nr 86 kon worden bepaald, dat het nieuwe studiejaar op de 17de september zou beginnen, de gedetacheerde hoofd- en verdere officieren op de 15de tevoren bij de Academie zouden terugkeren en de nieuw benoemde cadetten op de 19de daarop volgend bij de instelling zouden aankomen.

### Eind van de 19e eeuw
Op zondag 23 november 1879 werd de cadetten-sociëteit ingewijd bij de heer Fol op de Grote Markt te Breda. Deze was opengesteld op de uitgaansdagen der cadetten, als de dan zeer bekende Janus er achter het buffet troonde. In 1919 zou deze naar het Kasteel verhuizen. In 1880 was men van mening dat - in navolging van de studentencorpsen - ook de cadetten een senaat moesten bezitten, die geschillen in het corps kameraadschappelijk zou kunnen beslechten en het corps bij officiële en feestelijke aangelegenheden zou kunnen vertegenwoordigen. Die senaat werd opgericht, maar voldeed niet aan de hooggespannen verwachtingen en werd het jaar daarna weer opgeheven. Hij verscheen opnieuw in 1892, verdween weer na twee jaar en werd eindelijk definitief opgericht in 1898. Onder het bestuur van gouverneur den Beer Poortugael werd in de uitspanningszaal der cadetten een kantine ingericht, waarvan de feestelijke opening op de avond van de 23ste februari 1884 plaatsvond. Ter vervanging van de voorlopige regeling van het onderwijs bij de Academie, vastgesteld bij de wet van 30 mei 1877 en in 1882 en 1887 gewijzigd, werd bij de wet van 21 juli 1890 een algemene regeling in het leven geroepen voor het militaire onderwijs bij de Landmacht, voor zover daarbij de opleiding voor de officiersrang en de hogere vorming van de officier waren betrokken. 

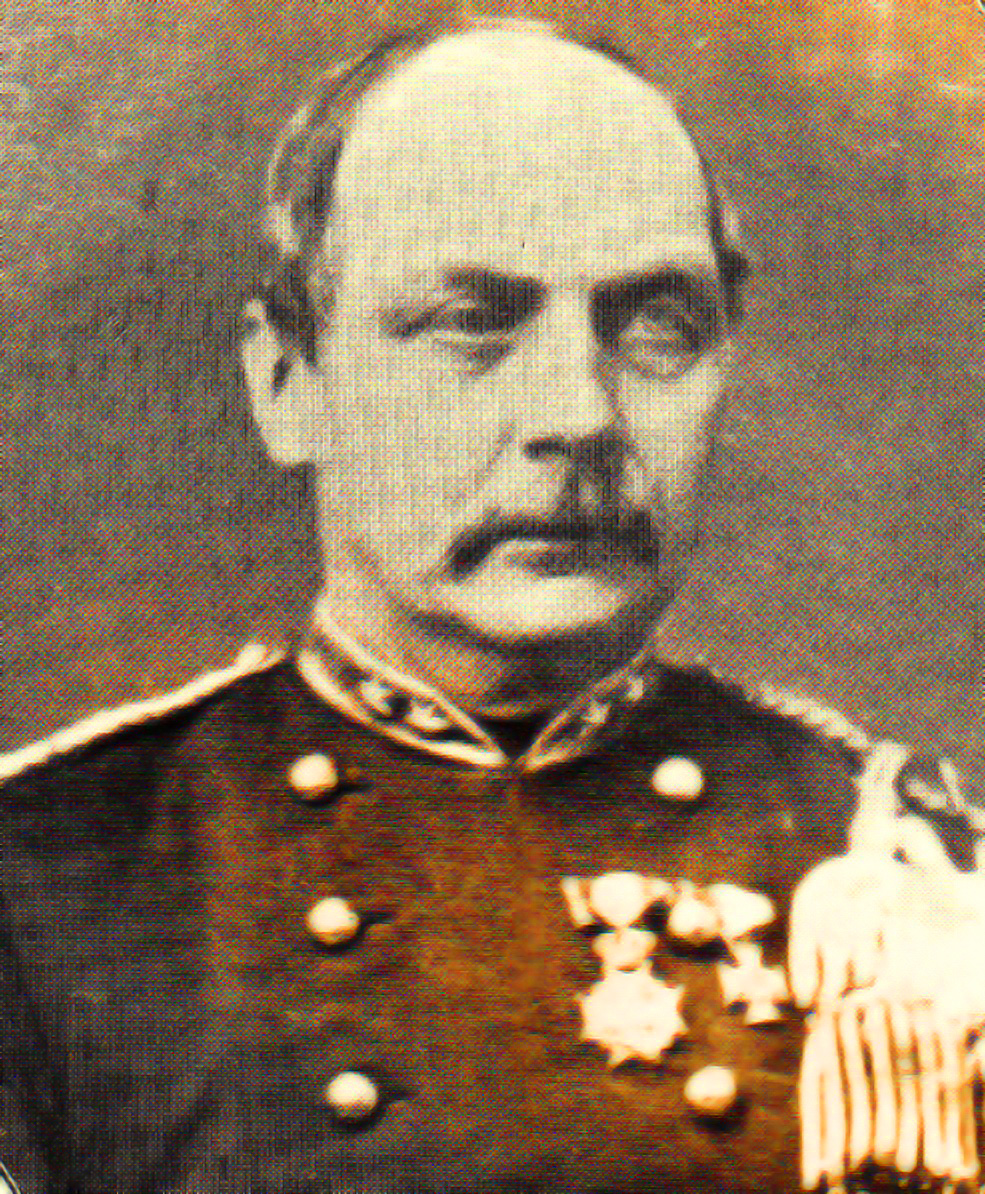
M.C.F. Simon

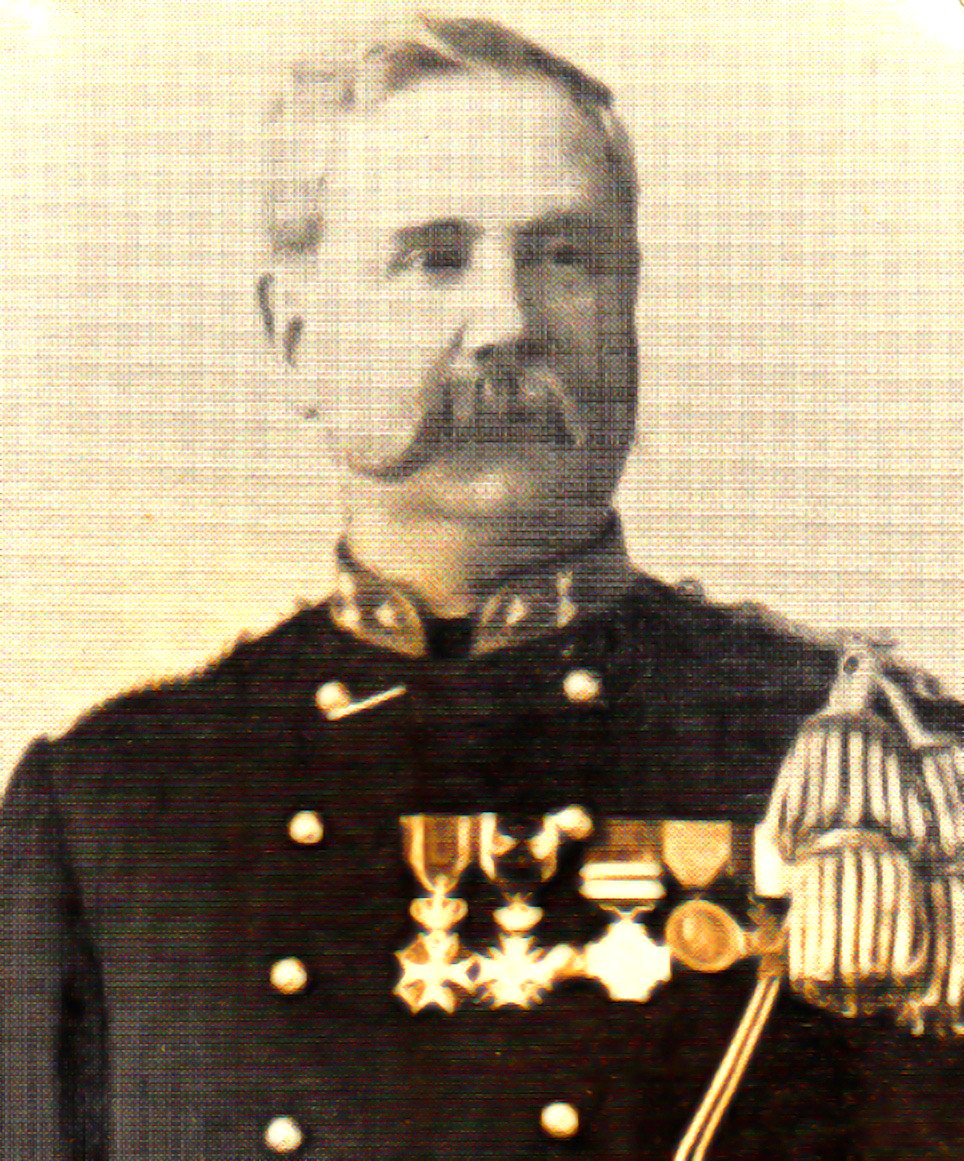
G.F.W. Borel

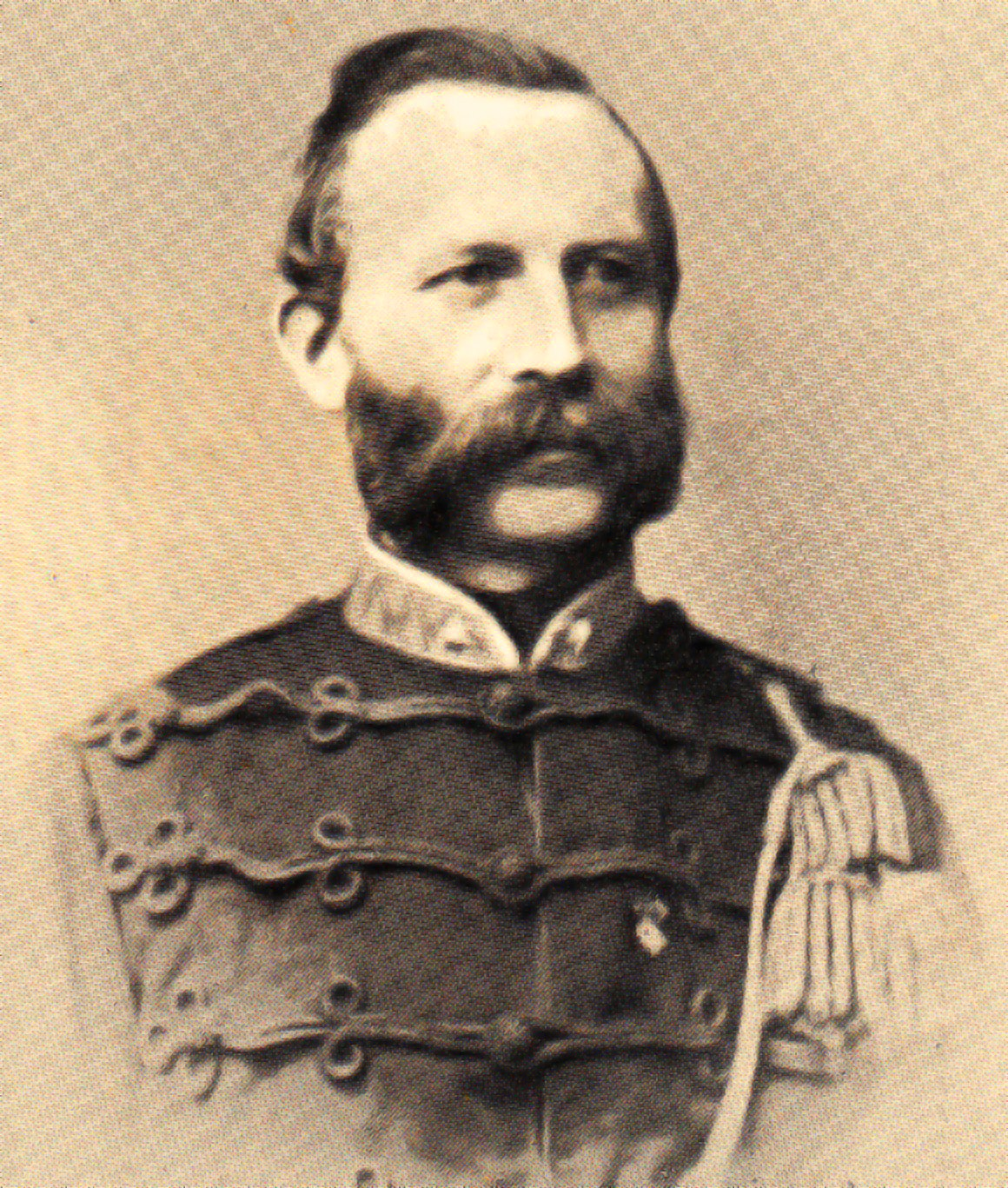
J.M. van der Star

In de laatste maanden van 1890 deden zich onder de cadetten verschillende gevallen (16) van gastrische koorts voor, waarvan drie met dodelijke afloop. Hoewel de oorzaak niet met zekerheid was aan te wijzen, geloofde men, dat deze in het drinkwater moest worden gezocht, door de zeer hoge waterstand van de rivier de Mark. Op 1 mei 1902 werd het oude gebouw der Hogere Burgerschool aan het Kasteelplein bij de Academie getrokken.

### Lijst van gouverneurs 19 eeuw
Onderstaand een lijst van gouverneurs van de Academie in de negentiende eeuw (in volgorde van optreden):
| Namen                            | In welke rang of betrekking werkzaam geweest | levensjaren | gouverneur |
| -------------------------------- | -------------------------------------------- | ----------- | ---------- |
| C.A. Gunkel                      | Luitenant-generaal der artillerie            | 1775-1859   | 1828-1830  |
| H.G. Seelig                      | Generaal-majoor der artillerie               | 1785-1864   | 1836-1852  |
| Jhr. J.K. ridder van Rappard     | Generaal-majoor der artillerie               | 1794-1855   | 1852-1855  |
| I.W. Walther                     | Generaal-majoor der infanterie               | 1794-1857   | 1855-1857  |
| I. Scheltus                      | Generaal-majoor der infanterie               | 1798-1879   | 1857-1861  |
| J.P.C. van Overstraten           | Luitenant-generaal der artillerie            | 1801-1877   | 1861-1867  |
| A.C.A. Schönstedt                | Kolonel der infanterie                       | 1812-1881   | 1867-1868  |
| A. Engelvaart                    | Generaal-majoor der infanterie               | 1812-1893   | 1868-1871  |
| J.M. van der Star                | Majoor van de generale staf                  | 1827-1904   | 1871-1872  |
| A. Engelvaart                    | Generaal-majoor der infanterie               | 1812-1893   | 1872-1876  |
| N. van Willes                    | Generaal-majoor der infanterie               | 1817-1884   | 1876-1878  |
| M.C.F. Simon                     | Kolonel der artillerie                       | 1825-1903   | 1878-1883  |
| J.C.C. den Beer Poortugael       | Generaal-majoor                              | 1832-1913   | 1883-1885  |
| L.G. Berends                     | Kolonel der artillerie                       | 1834-1908   | 1885-1886  |
| J.N.A. Baron Taets van Amerongen | Generaal-majoor der infanterie               | 1832-1913   | 1886-1890  |
| H.F.C. Hardenberg                | Generaal-majoor der infanterie               | 1836-1914   | 1890-1891  |
| G.F.W. Borel                     | Generaal-majoor der artillerie               | 1837-1907   | 1891-1894  |
| C.L. van Pesch                   | Kolonel der artillerie                       | 1841-1898   | 1894-1898  |
| J.T.T.C. van Dam van Isselt      | Kolonel der infanterie                       | 1842-1916   | 1898-1900  |

### Geschiedenis 20e en 21e eeuw

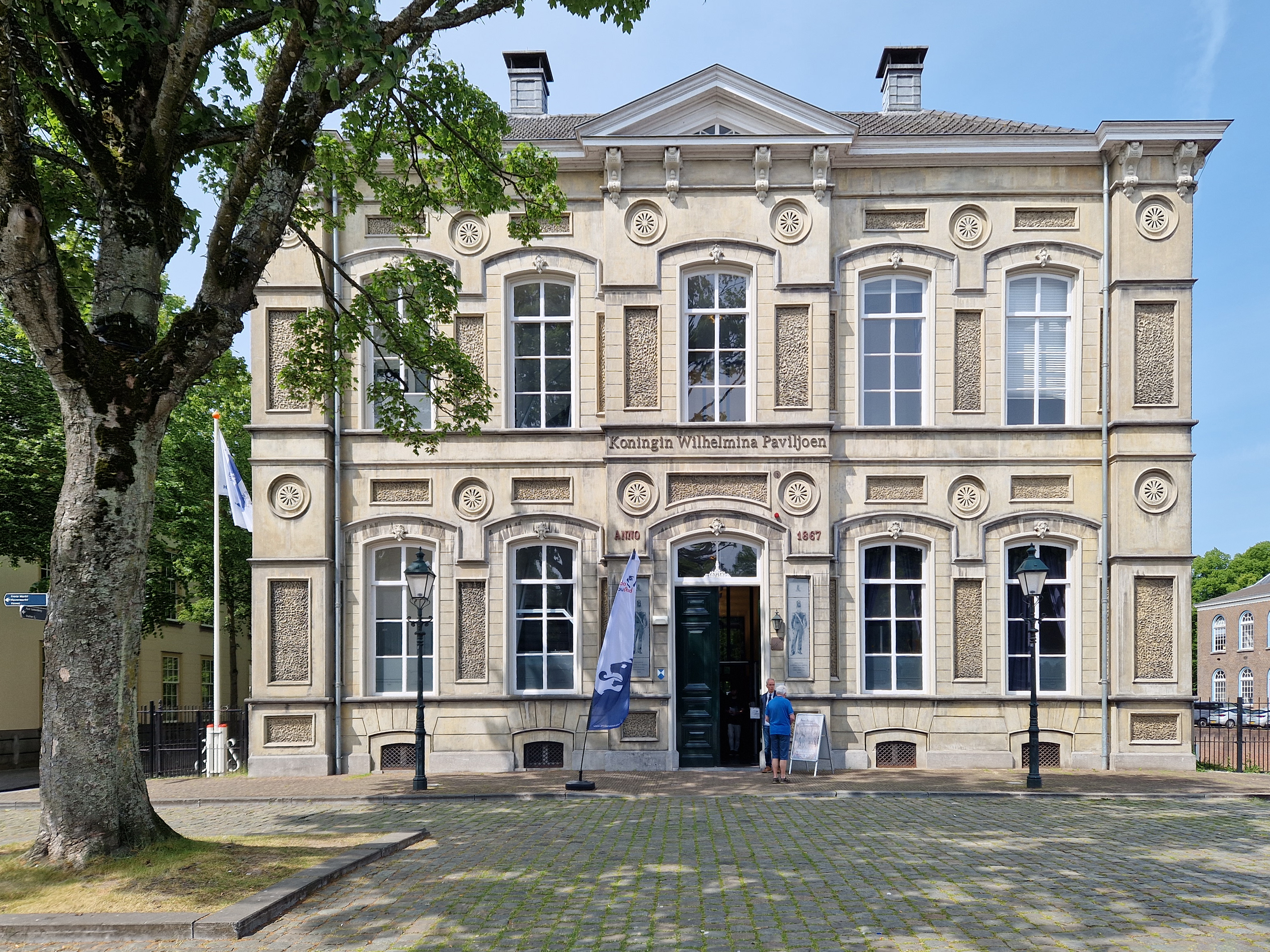
Koningin Wilhelma Paviljoen

Door het uitbreken van de Eerste Wereldoorlog in augustus 1914 moest het Nederlandse leger weer mobiliseren; de cadetten werden eveneens opgeroepen. Hierdoor kwam het onderwijs stil te liggen tot 1915. Door de sluiting van de Alkmaarse cadettenschool in 1924 kwamen deze leerlingen naar Breda. Het stenen uiltje dat tot op de dag van vandaag op de gevel van een van de lesgebouwen van de KMA prijkt, kwam oorspronkelijk van de cadettenschool in Alkmaar. Dit lesgebouw, het Prins Willem I paviljoen, wordt tegenwoordig nog steeds het Uiltje genoemd. De eerste luchtmachtcadetten verschenen in 1939 op de Academie. De Duitse inval in 1940 veroorzaakte de sluiting van de Academie. De cadetten werden gemobiliseerd.
Na de capitulatie gebruikten de Duitsers het Kasteel voor het legeren van Duitse troepen. De Academie-opleiding werd voortgezet in Bandoeng en vanaf januari 1942 in Garut, totdat ook daar het doek viel door de Japanse inval in 1942. In de krijgsgevangenkampen Stalag 371 Stanislau en Oflag 67 Neu-Brandenburg, waar veel stafleden van de Academie en jonge officieren verbleven, werden tussen 1942 en 1945 in het geheim cursussen gegeven en examens afgenomen. Na de Tweede Wereldoorlog volgde formele erkenning van positieve examenresultaten. Pas in 1948 kon de Academie weer in het Kasteel terugkeren.
1978 was het jaar waarin, voor het eerst, (drie) vrouwelijke cadetten werden opgeleid.
In 1985 werd de opleiding gewijzigd en startten de cadetten met een propedeutisch jaar. De wapentechnische opleiding die voorheen voor de meeste cadetten in hun vierde jaar werd gehouden, werd verdeeld over drie modules in het tweede tot en met vierde jaar gegeven.
In 1994 werden de opleidingen van het OCOSD (KL) en de LUOS (KLu) overgeheveld naar de kma waardoor alle officiersopleidingen van Koninklijke Landmacht en Koninklijke Luchtmacht gecentraliseerd werden op de KMA.
Vanaf 2000 worden ook de officieren van de Koninklijke Marechaussee aan de KMA opgeleid.
Sinds 2000 worden er ook burgeropleidingen aan de Academie gegeven; universitaire studenten kunnen zich inschrijven voor een minor krijgswetenschappen aan de Academie.
In 2013 verdween de functie van gouverneur als gevolg van een besluit van de toenmalige C-NLDA.

### Lijst van gouverneurs 20e en 21e eeuw
Bij de oprichting van de NLDA op 2 september 2005 werd de gouverneur van de KMA tevens commandant van de NLDA.

Op 21 augustus 2013 verviel de functie van gouverneur en is Commandant NLDA de enige titel.

Onderstaand een lijst van gouverneurs in de twintigste en eenentwintigste eeuw (namen in volgorde van optreden):
| Namen                   | in welke rang of betrekking werkzaam geweest | gouverneur |
| ----------------------- | -------------------------------------------- | ---------- |
| F.H.A. Sabron           | generaal-majoor infanterie                   | 1900-1905  |
| L.C. van den Brandeler  | generaal-majoor infanterie                   | 1905-1911  |
| H. Kemper               | generaal-majoor artillerie                   | 1911-1915  |
| J.W.P. van Hoogstraten  | generaal-majoor artillerie                   | 1915-1919  |
| Jhr. J.H. Röell         | generaal-majoor artillerie                   | 1919-1923  |
| G.G. van Everdingen     | generaal-majoor artillerie                   | 1923-1929  |
| C.J.H. van der Harst    | generaal-majoor infanterie                   | 1929-1934  |
| H.C.G. baron van Lawick | generaal-majoor cavalerie                    | 1934-1945  |
| K.F. Puffius            | brigadegeneraal infanterie                   | 1948-1954  |
| W. Kloppenburg          | kolonel cavalerie                            | 1954-1959  |
| W.C.H. van Reede        | generaal-majoor cavalerie                    | 1959-1964  |
| A.V. van den Wall Bake  | luitenant-generaal genie                     | 1964-1969  |
| J.N. Mulder             | generaal-majoor Koninklijke Luchtmacht       | 1969-1971  |
| W.K. Brederode          | generaal-majoor cavalerie                    | 1971-1976  |
| M.H. von Meyenfeldt     | generaal-majoor infanterie                   | 1976-1980  |
| D. Klik                 | generaal-majoor Koninklijke Luchtmacht       | 1980-1984  |
| H. Leeflang             | generaal-majoor artillerie                   | 1984-1989  |
| G.C.G. Borst            | generaal-majoor Koninklijke Luchtmacht       | 1989-1992  |
| P.H.M. Messerschmidt    | generaal-majoor artillerie                   | 1992-1995  |
| F.J.M. Vogelpoel        | generaal-majoor Koninklijke Luchtmacht       | 1995-1998  |
| G.J.C. Roozendaal       | generaal-majoor MPSD                         | 1998-2001  |
| C.G.J. Hilderink        | generaal-majoor Koninklijke Luchtmacht       | 2001-2004  |
| A.G.D. van Osch:p45     | generaal-majoor artillerie                   | 2004-2007* |
| S. van Groningen        | generaal-majoor Koninklijke Luchtmacht       | 2007-2010* |
| ir. R.G. Tieskens       | generaal-majoor TS                           | 2010-2012* |
| T.W.B. Vleugels         | generaal-majoor infanterie                   | 2012-2013* |

### Lijst van commandanten
Op 21 augustus 2013 verviel de functie van gouverneur. De kolonelsfunctie "Commandant Opleidingen KMA" werd gewijzigd in de nieuwe functie "Commandant KMA" en sindsdien heeft de "Commandant KMA", een kolonel, de leiding over de academie. Hij rapporteert aan de "Commandant NLDA".

Onderstaand een chronologische lijst van commandanten:
| Naam                    | Rang | Krijgsmachtdeel | van          | tot          |
| ----------------------- | ---- | --------------- | ------------ | ------------ |
| drs. L.A. (Ludy) de Vos | Kol  | KL (inf)        | 21 aug. 2013 | 9 jul. 2014  |
| L. (Laurens) Jobse      | Kol  | KL (lua)        | 9 jul. 2014  | 17 jul. 2017 |
| J. (Joost) Doense       | Kol  | KL (inf)        | 17 jul. 2017 | 2 feb. 2020  |
| G.G. (Gerbe) Verhaaf    | Kol  | KLu             | 2 feb. 2020  | 9 jun. 2021  |
| R.P.G. (René) Baksteen  | Kol  | KLu             | 9 jun. 2021  | 7 jun. 2024  |
| F. Rippens              | Kol  | KMar            | 7 jun. 2024  | heden        |